# Pipra Basantapur
Pipra Basantapur (en népalais : पिपरा बसन्तपुर) est un comité de développement villageois du Népal situé dans le district de Bara. Au recensement de 2011, il comptait 4 365 habitants.